# Кузнецк (станция)
Кузне́цк — железнодорожная станция Куйбышевской железной дороги и железнодорожный вокзал города Кузнецка Пензенской области.

## История
В 1874 году через Кузнецк прошла Моршанско-Сызранская железная дорога, которая была включена в 1890 году в состав Сызрано-Вяземской. Станция города имела небольшое деревянное здание вокзала. В период Первой мировой войны было начато строительство каменного здания, которое существует до сих пор (с 1913 года).

## Деятельность
На станции производятся:
- продажа пассажирских билетов, приём и выдача багажа;
- приём и выдача повагонных и мелких отправок (имеются подъездные пути);
- приём и выдача грузов в универсальных контейнерах 3 и 5 тонн (имеются открытые площадки и крытые склады).

- Фотогалерея
- Выход с вокзала на перрон, 2012 год
- Обновленное здание станции Кузнецк, 2014 год
- Паровоз Кч4-235, зима 2019 год

## Дальнее сообщение
По состоянию на декабрь 2020 года через станцию курсируют следующие поезда дальнего следования:

### Круглогодичное движение поездов
| № поезда     | Маршрут движения         | № поезда     | Маршрут движения         |
| ------------ | ------------------------ | ------------ | ------------------------ |
| 101          | Нижневартовск — Пенза    | 102          | Пенза — Нижневартовск    |
| 107 "Самара" | Самара — Санкт-Петербург | 108 "Самара" | Санкт-Петербург — Самара |
| 111          | Орск — Кисловодск        | 112          | Кисловодск — Орск        |
| 109          | Самара — Пенза           | 110          | Пенза — Самара           |
| 117          | Самара — Адлер           | 118          | Адлер — Самара           |
| 123          | Новосибирск — Белгород   | 124          | Белгород — Новосибирск   |
| 131          | Орск — Москва            | 132          | Москва — Орск            |
| 317          | Караганда — Барановичи   | 318          | Барановичи — Караганда   |
| 327          | Казань — Минск           | 328          | Минск — Казань           |

### Сезонное движение поездов
| № поезда | Маршрут движения        | № поезда | Маршрут движения        |
| -------- | ----------------------- | -------- | ----------------------- |
| 203      | Томск — Анапа           | 204      | Анапа — Томск           |
| 289      | Екатеринбург — Анапа    | 290      | Анапа — Екатеринбург    |
| 425      | Челябинск — Калининград | 426      | Калининград — Челябинск |
| 473      | Самара — Анапа          | 474      | Анапа — Самара          |
| 487      | Самара — Сухум          | 488      | Сухум — Самара          |
| 549      | Тольятти — Адлер        | 550      | Адлер — Тольятти        |

## Пригородное сообщение
Станция является конечным пунктом для 4 пар электропоездов из Пензы (4 по выходным, 3 по понедельникам и 2 по остальным дням)  и 1 пары из Сызрани.